# Lucille Opitz
Pour les articles homonymes, voir Opitz.
Lucille Opitz, née le 24 novembre 1977 à Berlin, est une patineuse de vitesse allemande. 

## Palmarès
- Jeux olympiques d'hiver de 2006 à Turin :
  -  Médaille d'or en poursuite par équipe